# Гагман, Александр Николаевич
Александр Николаевич Гагман (1871 ― 27 августа 1935) ― российский и советский учёный, уролог, доктор медицинских наук, профессор, заведующий кафедрой общей хирургии Московских высших женских курсов (1909—1924).

## Биография
Александр Николаевич Гагман родился в 1871 году.  Его отец — Николай Федорович фон Гагман (1840—1913) — доктор медицины, с 1886 года — приват-доцент Московского Университета, один из основоположников отечественной ортопедии, один из родоначальников массажа в России. Лечащий врач семьи Островских. Мать — Зинаида Федоровна, урожд. Бубнова; 1848–1935.
Дядя (брат отца) — Дмитрий Федорович фон Гагман, статский советник, могилевский и тобольский генерал-губернатор.
В 1893 году успешно завершил обучение на физико-математическом факультете Физико-математического факультета Московского университета. С 1896 до 1911 года работал на медицинском факультете Московского университета, в хирургической клинике университета, которой руководил А. А. Бобров. В 1902 году успешно защитил диссертацию на соискание степени доктора медицинских наук, на тему: «Диагностика и хирургическое лечение разлитых острых воспалений брюшины» и получил звание приват-доцента. В дальнейшем продолжал глубоко изучать урологию в клинике Ф. И. Синицына в Москве, а также в клиниках Берлина и Парижа.
В 1909 году стал одновременно работать заведующим кафедрой общей хирургии Московских высших женских курсов (впоследствии Второй медицинский государственный университет). С 1924 года и до конца своей жизни работал в должности научного руководителя Государственного рентгенологического института, в организации которого лично принимал участие.
Является автором 54 научных трудов, основоположник урологии в стране. Его работы в основном посвящены исследованию вопросов рентгенодиагностики хирургических и урологических заболеваний, а также туберкулеза и злокачественных новообразований органов мочеполовой системы. Он первым в России применил рентгеновский метод исследования камней в почках. Одним из первых в России применил пероральное введение йодтетрагноста для холецистографии.
На II съезде советских урологов в 1927 году он выступил с программным докладом по проблеме «Опухоли мочевого пузыря». Активный участник медицинского сообщества. Был членом-учредителем Московского общества урологов.
Умер в 27 августа 1935 года в Москве.
Жена — Нонна Романовна Гагман (1896—1962)
Его сын — Николай Александрович Гагман (25 августа 1921—27 апреля 2011), реставратор, искусствовед. Участник Великой Отечественной войны. Окончил МГУ (1953). В 1959–1982 годы — заведующий Отделом реставрации древнерусской темперной живописи, с 1975 до 1982 года — заместитель директора Всесоюзного художественного центра имени И.Э. Грабаря по научной работе.

## Научная деятельность
Труды, монографии:
- Гагман А. Н. Диагностика и хирургическое лечение разлитых острых воспалений брюшины, диссертация, Москва, 1901;
- Гагман А. Н. Руководство цистоскопии, Москва, 1908;
- Гагман А. Н. Оперативная урология, под ред. С. П. Федорова и Р. М. Фронштейна, Москва—Ленинград, 1934 (авт. ряда глав).